# El gran premio de la cocina (España)
El gran premio de la cocina fue un programa de televisión español (basado en el programa argentino homónimo) producido por RTVE y Boxfish TV que fue emitido entre el 16 de septiembre y el 11 de octubre de 2024 en La 1. El formato estaba presentado por Lydia Bosch y Germán González.El 30 de septiembre de 2024 se dio a conocer la cancelación de las grabaciones del programa debido a sus bajas audiencias, siendo sustituido por Extra mañaneros, sin haber emitido las 50 entregas grabadas que fueron difundidas a través de RTVE Play.

## Formato
En cada programa se cocinaban dos platos, el primero ocupaba 20 minutos y el otro 35 minutos. Al final de cada semana se expulsaba a uno de los integrantes del equipo que tenía menor puntuación.
En la segunda fase del concurso se abandonaba el juego por equipos y el concurso pasaba a ser una competición individual por un premio de 50.000€.

## Equipo

### Presentadores
| Presentadores   | Información          | Logo de La 1 | Programas     |
| Presentadores   | Información          | 2024         | Programas     |
| --------------- | -------------------- | ------------ | ------------- |
| Lydia Bosch     | Presentadora titular |              | Programa 1-50 |
| Germán González | Presentador titular  |              | Programa 1-50 |

### Jurado
| Jurado         | Información          | Logo de La 1 | Programas     |
| Jurado         | Información          | 2024         | Programas     |
| -------------- | -------------------- | ------------ | ------------- |
| Marta Verona   | Chef y nutricionista |              | Programa 1-50 |
| Javier Estévez | Chef                 |              | Programa 1-50 |

#### Jurado invitado
| Jurado invitado       | Información                                  | Programas   |
| --------------------- | -------------------------------------------- | ----------- |
| Paula Vázquez         | Presentadora de televisión                   | Programa 1  |
| Íñigo Urrechu         | Chef                                         | Programa 2  |
| Aitor Albizua         | Presentador de televisión                    | Programa 3  |
| María José Suárez     | Modelo y presentadora de televisión          | Programa 4  |
| Carlos Baute          | Cantante                                     | Programa 5  |
| Santi Rodríguez       | Actor y cómico                               | Programa 6  |
| Soraya Arnelas        | Cantante                                     | Programa 7  |
| Toñi Salazar          | Cantante                                     | Programa 8  |
| Falete                | Cantante                                     | Programa 9  |
| Nicolás Coronado      | Actor y modelo                               | Programa 10 |
| Mar Saura             | Actriz, presentadora y modelo                | Programa 11 |
| Juan Ramón Lucas      | Periodista y presentador                     | Programa 12 |
| Miguel Cobo           | Chef                                         | Programa 13 |
| María Zurita          | Empresaria y aristócrata                     | Programa 14 |
| Pablo Carbonell       | Actor y músico                               | Programa 15 |
| Víctor Gutiérrez      | Waterpolista y político                      | Programa 16 |
| Willbur               | Gimnasta y cómico                            | Programa 17 |
| Natalia Rodríguez     | Cantante                                     | Programa 18 |
| Cósima Ramírez        | Diseñadora                                   | Programa 19 |
| Nino Redruello        | Chef                                         | Programa 20 |
| Joana Pastrana        | Boxeadora                                    | Programa 21 |
| María Patiño          | Presentadora de televisión                   | Programa 22 |
| Sharonne              | Drag queen                                   | Programa 23 |
| Luis Miguel Seguí     | Actor y guionista                            | Programa 24 |
| Susi Díaz             | Chef                                         | Programa 25 |
| David Fernández       | Actor y humorista                            | Programa 26 |
| Carmen Morales        | Actriz y cantante                            | Programa 27 |
| María Peláe           | Cantante y compositora                       | Programa 28 |
| José Fuentes          | Chef                                         | Programa 29 |
| Pablo Puyol           | Actor y cantante                             | Programa 30 |
| Adela González        | Periodista y presentadora de televisión      | Programa 31 |
| Agoney                | Cantante y compositor                        | Programa 32 |
| Daniel Diges          | Actor y cantante                             | Programa 33 |
| María José San Román  | Chef y empresaria                            | Programa 34 |
| Vanesa Romero         | Actriz y modelo                              | Programa 35 |
| José Corbacho         | Actor, humorista y presentador de televisión | Programa 36 |
| Natalia Ferviú        | Estilista y DJ                               | Programa 37 |
| Samantha Ballentines  | Drag queen                                   | Programa 38 |
| Marisa Jara           | Actriz                                       | Programa 39 |
| Javier Peña           | Chef                                         | Programa 40 |
| J. J. Vaquero         | Humorista y guionista                        | Programa 41 |
| Mario Sandoval        | Chef                                         | Programa 42 |
| Ana Guerra            | Cantante y compositora                       | Programa 43 |
| Ricky Merino          | Cantante y presentador de televisión         | Programa 44 |
| Mikel López Iturriaga | Periodista                                   | Programa 45 |
| Luisa Martín          | Actriz                                       | Programa 46 |
| Jaime Astrain         | Futbolista                                   | Programa 47 |
| Lidia Torrent         | Presentadora de televisión y modelo          | Programa 48 |
| Ramón Freixa          | Chef                                         | Programa 49 |
| Paco Roncero          | Chef                                         | Programa 50 |

## Concursantes
| Concursante               | Edad | Procedencia | Profesión                           | Equipo       | Información    |
| ------------------------- | ---- | ----------- | ----------------------------------- | ------------ | -------------- |
| Laya                      | 21   | Albacete    | Estudiante de cocina                | Equipo Rojo  | Ganadora       |
| Guillem Pascual "Willy"   | 29   | Barcelona   | Ingeniero                           | Equipo Verde | 2.⁰ lugar      |
| Marta Salvador            | 28   | Castellón   | Opositora a Guardia Civil           | Equipo Rojo  | 3.⁰ lugar      |
| Miguel Sánchez            | 30   | Cádiz       | Administrativo                      | Equipo Verde | 4.⁰ lugar      |
| Lucía Cortijo "Cangreja"  | 26   | Cádiz       | Maquilladora                        | Equipo Rojo  | 5.⁰ lugar      |
| Alejandro Marcos          | 23   | Madrid      | Economista                          | Equipo Rojo  | 6.⁰ lugar      |
| Maricel Miramontes        | 60   | La Coruña   | Informática                         | Equipo Verde | 10.ª expulsada |
| Patricia Castro           | 41   | Madrid      | Operador de Servicios de Emergencia | Equipo Verde | 9.ª expulsada  |
| Iker Sanz                 | 22   | Álava       | Técnico de laboratorio              | Equipo Rojo  | 8.⁰ expulsado  |
| Arunas Dubosas            | 41   | Navarra     | Parrillero                          | Equipo Verde | 7.⁰ expulsado  |
| Nieves Bolós              | 31   | Madrid      | Psicóloga y coach                   | Equipo Verde | 6.⁰ expulsada  |
| Antonio Luis Fernández    | 53   | Granada     | Guardia Civil                       | Equipo Rojo  | 5.⁰ expulsado  |
| Julia Chaves "Yaya Julia" | 85   | Barcelona   | Jubilada                            | Equipo Rojo  | 4.ª expulsada  |
| Ana Coy                   | 25   | Sevilla     | Nutricionista y pescadera           | Equipo Verde | 3.ª expulsada  |
| Yingchen Xiao "Carmen"    | 25   | Madrid      | Estudiante de Filología Hispánica   | Equipo Verde | 2.ª expulsada  |
| Sergio Gallén             | 42   | Castellón   | Transportista                       | Equipo Rojo  | 1.º expulsado  |

## Audiencias
| Temporada | Estreno                  | Final                 | Audiencia    | Audiencia |
| Temporada | Estreno                  | Final                 | Espectadores | Cuota     |
| --------- | ------------------------ | --------------------- | ------------ | --------- |
| 1.ª       | 16 de septiembre de 2024 | 11 de octubre de 2024 | 348 000      | 4,6%      |

### Primera temporada (2024)
| N.º (serie) | N.º (temp.) | Fecha de emisión         | Audiencia    | Audiencia |
| N.º (serie) | N.º (temp.) | Fecha de emisión         | Espectadores | Cuota     |
| ----------- | ----------- | ------------------------ | ------------ | --------- |
| 1           | 1           | 16 de septiembre de 2024 | 445 000      | 5,9%      |
| 2           | 2           | 17 de septiembre de 2024 | 442 000      | 6,0%      |
| 3           | 3           | 18 de septiembre de 2024 | 392 000      | 5,2%      |
| 4           | 4           | 19 de septiembre de 2024 | 328 000      | 4,4%      |
| 5           | 5           | 20 de septiembre de 2024 | 371 000      | 5,2%      |
| 6           | 6           | 23 de septiembre de 2024 | 355 000      | 4,7%      |
| 7           | 7           | 24 de septiembre de 2024 | 340 000      | 4,6%      |
| 8           | 8           | 25 de septiembre de 2024 | 326 000      | 4,4%      |
| 9           | 9           | 26 de septiembre de 2024 | 263 000      | 3,5%      |
| 10          | 10          | 27 de septiembre de 2024 | 365 000      | 5,0%      |
| 11          | 11          | 30 de septiembre de 2024 | 319 000      | 4,1%      |
| 12          | 12          | 1 de octubre de 2024     | 314 000      | 4,1%      |
| 13          | 13          | 2 de octubre de 2024     | 279 000      | 3,6%      |
| 14          | 14          | 3 de octubre de 2024     | 318 000      | 4,3%      |
| 15          | 15          | 4 de octubre de 2024     | 273 000      | 3,9%      |
| 16          | 16          | 7 de octubre de 2024     | 361 000      | 4,6%      |
| 17          | 17          | 8 de octubre de 2024     | 407 000      | 5,3%      |
| 18          | 18          | 9 de octubre de 2024     | 414 000      | 5,0%      |
| 19          | 19          | 10 de octubre de 2024    | 340 000      | 4,5%      |
| 20          | 20          | 11 de octubre de 2024    | 305 000      | 4,1%      |

- Del total de 50 programas de los que consta El gran premio de la cocina, La 1 emitió 20 y RTVE Play los 30 restantes.